# Wilms-Tumor-Protein
Als Wilms-Tumor-Protein (WT) wird ein Protein bei Wirbeltieren bezeichnet, das als Transkriptionsfaktor die Aktivität anderer Gene steuert. Das WT-Protein kann dabei sowohl aktivierende wie auch reprimierende Wirkung haben. WTP wird vor allem in den Nieren und in einem Teil der blutbildenden Zellen exprimiert.
Das zugehörige Gen, das Wilms-Tumorsuppressorgen (WT1), liegt beim Menschen auf der Bande 13 des kurzen Arms von Chromosom 11.
Mutationen im WT1-Gen verursachen Wilms-Tumoren (benannt nach dem Chirurgen Max Wilms), einen Nierentumor, der mit einer Häufigkeit von etwa 1–9 in 100.000 bei Kindern bis zum 15. Lebensjahr auftritt. Weiterhin können WT1-Mutationen zum Frasier-Syndrom, zum Denys-Drash-Syndrom, zum Meacham-Syndrom oder zur Hypospadie führen.